# Carl Harbaugh
Carl Harbaugh (né le 10 novembre 1886 à Washington et mort le 26 février 1960 à Hollywood, en Californie) est un acteur, scénariste et réalisateur américain. Il a joué dans 59 films entre 1912 et 1957. Il a écrit 46 films et en a réalisé 25.

## Filmographie partielle

### Acteur

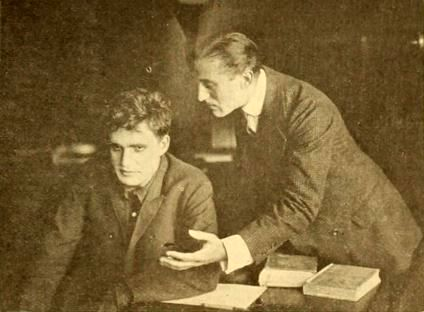
Scene de Regeneration avec Rockliffe Fellowes et Carl Harbaugh

- 1915 : Regeneration de Raoul Walsh
- 1915 : Carmen de Raoul Walsh
- 1916 : La Bête à misère (The Serpent) de Raoul Walsh
- 1923 : The Silent Command de J. Gordon Edwards
- 1927 : Sportif par amour (College) de Buster Keaton et James W. Horne
- 1940 : British Intelligence Service (British Intelligence) de Terry O. Morse
- 1947 : L'Homme que j'aime (The Man I Love) de Raoul Walsh
- 1948 : Les Géants du ciel (Fighter Squadron) de Raoul Walsh
- 1948 : La Rivière d'argent (Silver River) de Raoul Walsh
- 1951 : Une corde pour te pendre ou Le Désert de la peur (Along the Great Divide) de Raoul Walsh
- 1951 : Les Aventures du capitaine Wyatt (Distant Drums) de Raoul Walsh

### Scénariste
- 1925 : Yes, Yes, Nanette de Stan Laurel
- 1926 : Wandering Papas de Stan Laurel
- 1926 : Say It with Babies de Fred Guiol
- 1926 : Madame Mystery de Richard Wallace et Stan Laurel
- 1926 : Thundering Fleas de Robert F. McGowan
- 1926 : Along Came Auntie de Fred Guiol et Richard Wallace
- 1927 : Sportif par amour (College) de Buster Keaton et James W. Horne
- 1928 : Cadet d'eau douce (Steamboat Bill Jr.) de Buster Keaton et Charles Reisner

### Réalisateur
- 1920 : The Poppy Trail
- 1920 : The Fakers (court-métrage)
- 1920 : The North Wind's Malice
- 1921 : The Tomboy
- 1921 : Big Town Ideas
- 1921 : Little Miss Hawkshaw
- 1921 : Hickville to Broadway
- 1921 : Bucking the Line
- 1929 : Fowl Play (court-métrage)
- 1946 : Laugh Jubilee

## Source de la traduction
- (en) Cet article est partiellement ou en totalité issu de l’article de Wikipédia en anglais intitulé « Carl Harbaugh » (voir la liste des auteurs).